# Renata Mauro
Renata Mauro de son vrai nom Renata Maraolo (née à Milan le 17 mai 1934 et morte à Biella le 28 mars 2009) est une présentatrice de télévision italienne de la RAI (chaîne de télévision publique italienne). 

## Biographie
Née à Milan, Renata Mauro a commencé sa carrière de présentatrice de la Rai dans les années 1960. Elle s'est fait connaître auprès du public international pour la présentation du jeu télévisé Jeux sans frontières  et du concours Eurovision de la chanson, organisé en Italie à Naples en 1965. Elle reste dans la mémoire collective pour avoir été celle, avec Mike Bongiorno, qui a annoncé à la télévision la nouvelle de la mort de Luigi Tenco au Festival de Sanremo en 1967. Elle se retire dans les années 1970 et se reconvertit dans l'élevage de chiens. 
Elle est décédée à Biella en 2009.

## Filmographie Partielle
- 1958 : Come te movi, te fulmino! de  Mario Mattoli
- 1958 : La Maja nue  d'Henry Koster
- 1958 : L'Épave (Il relitto) de Michael Cacoyannis
- 1963 : Le Jour le plus court  (Il giorno più corto) de Sergio Corbucci